# Lizy-sur-Ourcq
Lizy-sur-Ourcq é uma comuna francesa localizada na região administrativa da Île-de-France, no departamento Sena e Marne. A comuna possui 3047 habitantes segundo o censo de 1990.